# Cuore di vetro
Cuore di vetro (Herz aus Glas) è un film del 1976 diretto da Werner Herzog.
Il film è ambientato nella Baviera del XVIII secolo; la maggior parte del cast ha recitato in stato di ipnosi. Il personaggio di Hias, protagonista del film, è ispirato al leggendario profeta bavarese Mühlhiasl.

## Trama
Le vicende hanno luogo nel XVIII secolo, in un piccolo villaggio della Baviera la cui sussistenza è retta interamente dalla fabbrica di vetro del proprietario (Stefan Güttler), figlio di un vecchio nobile ormai paralitico. Nei dintorni del paese abita il veggente Hias (Josef Bierbichler), che in quei giorni ha visioni apocalittiche circa il destino del villaggio.
La vetreria deve la sua fortuna alla produzione di un particolare vetro di colore rosso, detto rubino, ma l'unico operaio che custodisce il segreto della sua fabbricazione muore, portandoselo nella tomba.
L'economia del villaggio entra in crisi, e il giovane signore, ossessionato dalla necessità di ritrovare la preziosa formula, dà segni di squilibrio sempre più evidenti, giungendo a sacrificare la sua domestica Ludmilla (Sonja Skiba), a gettare nel vicino ruscello gli ultimi pezzi in vetro rubino rimasti e a incendiare la stessa preziosissima vetreria.
Gli abitanti del villaggio accusano Hias per la sua preveggenza portatrice di sventura e lo rinchiudono in prigione insieme al nobile impazzito.
Senza offrire dettagli sul prosieguo degli eventi, la vicenda scorre all'inverno successivo: Hias è di nuovo tra i boschi e ha una nuova visione di due minuscole isole rocciose, sulle quali vivono persone che credono ancora che la Terra sia piatta.
Alcune di esse iniziano a nutrire dei dubbi e, dopo aver passato anni a scrutare il mare, lasciano l'isola per scoprire la verità, su un natante di dimensioni ridicole rispetto alla portata dell'impresa.

## Produzione
Quasi tutto il cast, con l'eccezione dell'interprete di Hias e dei soffiatori di vetro, ha recitato in stato di ipnosi, effettuata dal regista in persona. Parte dei misteriosi dialoghi è stata improvvisata dagli attori ipnotizzati. Herzog ha affermato che avrebbe voluto comparire di persona all'inizio del film e ipnotizzare, attraverso lo schermo, gli spettatori che avessero voluto vedere il film in stato di ipnosi.
Quasi tutto il film è stato girato in Baviera, non lontano dal luogo dove Herzog è cresciuto. Alcune inquadrature di paesaggi invece sono state realizzate in varie località in giro per il mondo, tra le quali il parco di Yellowstone. Il finale del film è stato girato alle isole Skellig, in Irlanda.
Il regista Werner Herzog e altri membri della troupe appaiono in un cameo: sono gli uomini che portano il vetro sulle spalle verso il ruscello.

## Distribuzione
In Italia è stato distribuito in DVD dalla Ripley's Home Video (con La grande estasi dell'intagliatore Steiner).